# A. T. Kearney
Kearney è una multinazionale statunitense di consulenza strategica.

## Settori
Kearney è specializzata in settori quali aerospaziale e difesa, automobilistico, chimico, media e telecomunicazione, prodotti di consumo e vendita al dettaglio, istituzioni finanziarie, sanità, metalli e miniere, petrolio e gas, private equity, settore pubblico, trasporti, infrastrutture e servizi pubblici. Le principali linee di servizio riguardano strategia, analisi, fusioni e acquisizioni, innovazione, operazioni, strategia tecnologica, organizzazione e trasformazione, marketing e vendite, approvvigionamento e sostenibilità.

## Storia
Le origini dell'azienda iniziano con la fondazione di McKinsey nel 1926 a Chicago da James McKinsey sotto il nome di James O. McKinsey & Company.  James McKinsey assunse Andrew Thomas Kearney nel 1929 come primo partner dell'azienda. Quando McKinsey morì nel 1937, Kearney era il partner dirigente dell'ufficio di Chicago. Come suggerito dai partner con sede a New York, l'ufficio di Chicago si separò dal resto dell'azienda nel 1939. Nel 1947, fu ribattezzato AT Kearney and Company. Nel gennaio 2020, dopo un'operazione di rebranding, la società prende il nome di Kearney.
La società ha aperto il suo primo ufficio internazionale a Düsseldorf, in Germania, nel 1964. Il suo primo ufficio in Asia fu aperto nel 1972, a Tokyo, in Giappone.
Nel 1995, Kearney è stata acquisita da EDS, una società di consulenza tecnologica. Ancora una volta è diventata una società indipendente nel 2005.
Ad aprile 2016, Kearney gestisce 60 uffici in 40 paesi.  Secondo Glassdoor, è la società più remunerativa per i dipendenti negli Stati Uniti a partire da aprile 2017.
Nel 2019, Kearney ha acquisito Cervello, una società di consulenza di analisi aziendale e gestione dei dati. Le aree di interesse della soluzione Cervello comprendono la gestione delle prestazioni aziendali, la gestione dei dati, la business intelligence e il CRM. Al momento dell'acquisizione, Cervello aveva uffici a Boston, Dallas, New York, Londra e Bangalore.

## Premi e riconoscimenti
Kearney si è costantemente classificata tra le migliori società di consulenza manageriale a livello globale. La società è stata inserita "migliori aziende per cui lavorare" della rivista Consulting Magazine per sette volte in otto anni.  L'azienda è una costantemente classificata della Vault Guide delle aziende più prestigiose per cui lavorare. La rivista Working Mother ha inoltre inserito Kearney nella lista delle "migliori aziende".
Nel 2012, il sito di recensioni sulla carriera Glassdoor ha classificato Kearney come la quarta compagnia con colloqui più difficili. Il processo di assunzione di Kearney prevede molteplici cicli di colloqui, problemi scritti e interviste.